# Танеев, Владимир Иванович
Владимир Иванович Танеев (псевд. В. Нетаев; 24 августа (5 сентября) 1840, Владимир — 21 ноября 1921, Московская губерния) — русский философ, адвокат и общественный деятель из рода Танеевых, старший брат композитора С. И. Танеева, владелец имения Демьяново на окраине Клина.

## Биография
Окончил Училище правоведения в 1861 году. Составил себе имя участием в громких политических процессах конца 1860-х и начала 1870-х, где он был защитником польских повстанцев, С. Г. Нечаева (см. убийство студента Иванова), народников.
Известен своими крайне левыми взглядами, последователь Спенсера и Фурье. Переписывался с Карлом Марксом, который в письме к М. М. Ковалевскому назвал его «преданным другом освобождения народа».
В 1871 году В. И. Танеев переехал из Петербурга в Москву. Каждую неделю собирал московскую профессуру на т. н. «академические обеды» в ресторане «Эрмитаж». В 1900 году В. И. Танеев окончательно поселился на своей усадьбе в Демьяново.
Взгляды Танеева отличались упрощённым донельзя материализмом; так, он полагал, что мозг это одна из желез и «отделяет мысли так, как печень отделяет желчь, а почки отделяют мочу»
Этот мозг-железа, просто выбирая между полезным и вредным, по мысли Танеева, способен создать теорию общественного устройства, которая будет много лучше всего созданного ранее, — теорию коммунизма.
Едкую характеристику Танеева оставил в своих воспоминаниях Андрей Белый, часто бывавший в раннем детстве на даче в Демьяново. Постоянным гостем этого дома был и академик К. А. Тимирязев. Библиотека Танеева в Демьяново славилась редчайшими изданиями, особенно по общественным наукам; после революции она составила ядро библиотеки Коммунистической академии.
От усадьбы Демьяново местами сохранились только остовы стен.  На соседнем церковном кладбище сохранились семейные захоронения Танеевых и Чайковских.

## Память

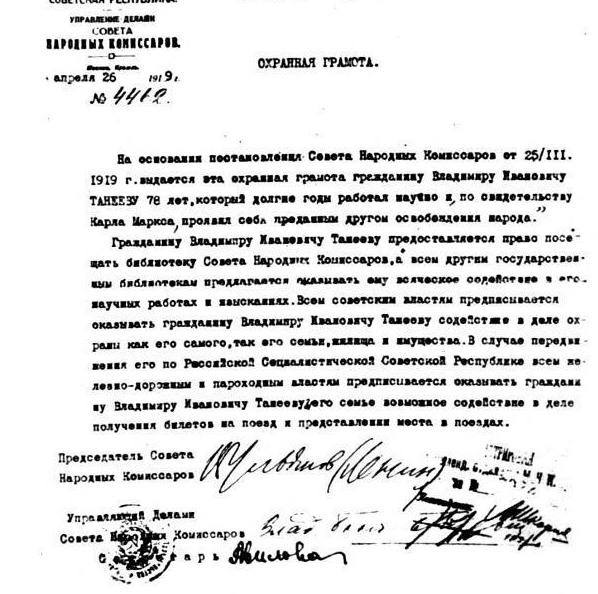
«Всем советским властям предписывается оказывать гражданину В. И. Танееву содействие в деле охраны как его самого, так его семьи» (В. И. Ленин).

- В городе Клин в честь В. И. Танеева названы улица Танеева и проезд Танеева.
- В советское время имя братьев Танеевых носил Малый Власьевский переулок в Москве, хотя сам он жил по адресу: Чистый переулок, 7.
- МОУ-ГИМНАЗИЯ им. В.И. ТАНЕЕВА (бывш. Гимназия № 2), а также её отделения (бывш. МОУ-СОШ 14 и МОУ-СОШ 11) города Клин носят имя В. И. Танеева.

## Сочинения
- Рододендрон СПБ, 1858[5]
- Исторические эскизы «Слово», № 12 1880
- Детство. Юность. Мысли о будущем М., 1959 (посмертное издание)

### Незавершенные труды
- Теория грабежа (1870)
- Ейтихиология (1874—1876) («наука о счастье в коммунистическом строе»)
- Коммунистическое государство будущего (1878)